# سكوت كوكر
سكوت كوكر (بالإنجليزية: Scott Coker)‏ هو لاعب تايكوندو أمريكي، ولد في 3 أكتوبر 1962 في سول في كوريا الجنوبية.

## وصلات خارجية
- سكوت كوكر على موقع IMDb (الإنجليزية)
- سكوت كوكر على موقع قاعدة بيانات الفيلم (الإنجليزية)